# Symphytum
Symphytum és un gènere de plantes amb flor inclòs a la família Boraginaceae. En català les espècies d'aquest gènere reben els nom comuns, compartits amb altres tàxons, de consolda, nualós o símfit És un gènere originari d'Europa que inclou set espècies i un híbrid. Són plantes silvestres o cultivades amb ús medicinal i utilitzades com a fertilitzants en agricultura biològica.
La consolda major (Symphytum officinale L.), planta herbàcia i perenne amb una gran arrel napiforme, és l'espècie més coneguda. Les fulles són amples i piloses i les flors acampanades de colors variables entre el blanc i el rosat. El fruit és un aqueni.

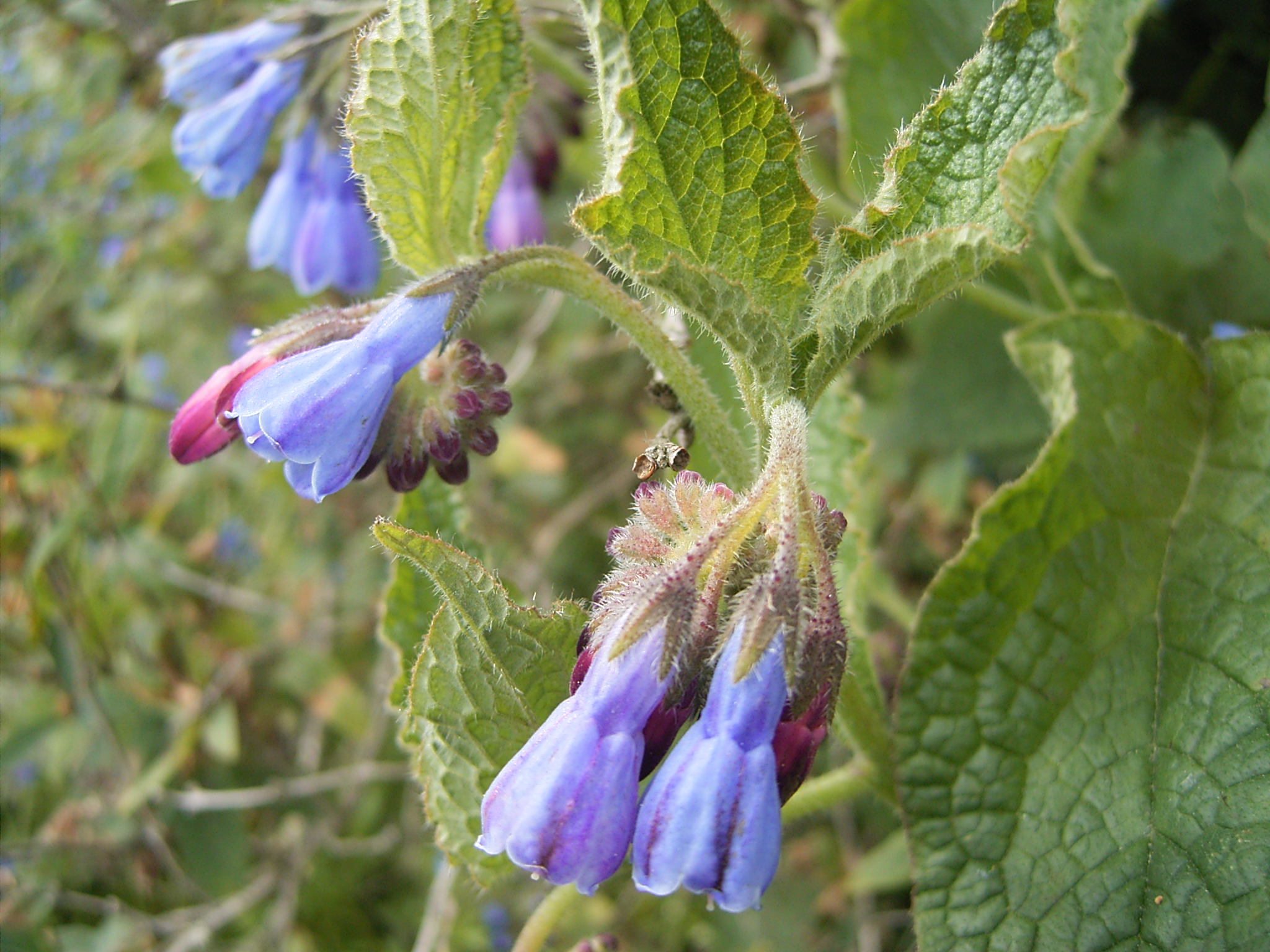
Flors de Symphytum asperum

## Taxonomia
- Symphytum asperum (sinònim: S. asperrimum)
- Symphytum bulbosum
- Symphytum caucasicum
- Symphytum grandiflorum (sinònim: S. ibericum)
- Symphytum officinale L. - consolda major, matafoc sempre viu o herba puntera
- Symphytum orientale
- Symphytum tauricum
- Symphytum tuberosum - consolda menor, mill bord
- Symphytum x uplandicum, (S. asperum x officinale, sinònim: S. peregrinum)